# Lucas Liß
Lucas Liß (Unna, 12 januari 1992) is een Duits baanwielrenner.
Op amper 20-jarige leeftijd wist Liß zich in oktober 2012 al te laten opmerken. Tijdens het EK baanwielrennen werd hij samen met Maximilian Beyer, Henning Bommel en Theo Reinhardt vice-Europees kampioen ploegenachtervolging. Individueel behaalde hij zelfs goud in het omnium. Begin 2015 wist hij zich dan ook nog tot wereldkampioen in de scratch te kronen.
Lucas Liß is de zoon van oud-wielrenner Lucjan Lis.

## Overwinningen

### Wegwielrennen
2016
- proloog Ronde van Normandië

### Baanwielrennen
| Jaar | DK                             | EK                            | WK      | Overig                 |
| ---- | ------------------------------ | ----------------------------- | ------- | ---------------------- |
| 2012 | omnium                         | omnium · ploegenachtervolging |         | WB Glasgow: omnium     |
| 2013 | 1km · (ploegen)achtervolging   |                               |         |                        |
| 2014 |                                |                               |         | WB Guadalajara: omnium |
| 2015 | omnium · scratch               |                               | scratch |                        |
| 2016 | ploegenachtervolging · scratch |                               |         |                        |
| 2017 | Ploegenachtervolging · scratch |                               | scratch |                        |
| 2018 | ploegenachtervolging           |                               |         |                        |

Beyer · Frahm · Groß · Haller · Hollmann · Lampater · Liß · Nolde · Reinhardt · Reutter · Rohde · Schomber · Treubel · Tschernoster · Weinstein
- Gemeinsame Normdatei: 1045256188
- Virtual International Authority File: 305855555